# Exocentrus gabonicola
Exocentrus gabonicola är en skalbaggsart som beskrevs av Stefan von Breuning och Teocchi 1976. Exocentrus gabonicola ingår i släktet Exocentrus och familjen långhorningar.
Artens utbredningsområde är Gabon. Inga underarter finns listade i Catalogue of Life.